# 재미마주
재미마주는 1994년 10월에 창립된, 대한민국의 그림책 출판사이다. 재미마주는 우리말로 '재미있게 마주한다', 불어로는 'J'aime image'로 표기하며 나는 그림을 좋아한다는 뜻이다.

## 연혁
- 1994년 10월 창립
- 2002년 <노란우산> 뉴욕타임스 우수 그림책 선정
- 2003년 <도대체 그동안 무슨 일이 일어났을까?> 뉴욕타임스 우수 그림책 선정
- 2005년 < 마법에 걸린 병> 볼로냐국제도서전 픽션부문 라가찌상 수상
- 2009년 <세상에서 제일 힘센 수탉> <손 큰 할머니의 만두 만들기> 초등학교 국어 교과서 수록